# Вальсекка
Вальсекка (итал. Valsecca) — бывшая коммуна в Италии, располагавшаяся в регионе Ломбардия, в провинции Бергамо. С 2014 года объединена с коммуной Сант-Омобоно-Терме.
Население составляло 413 человек к 2008 году, плотность населения — 83 чел./км². Занимала площадь 5 км². Почтовый индекс — 24030. Телефонный код — 035.
Покровителем коммуны почитается святой апостол и евангелист Марк, празднование 25 апреля. Также в коммуне особо празднуется Успение Пресвятой Богородицы.

## Демография
Динамика населения:

## Администрация коммуны
- Официальный сайт: